# El Soberbio
El Soberbio est une ville de la province de Misiones, en Argentine, ainsi que le chef-lieu du département de Guaraní.

## Géographie
El Soberbio est située sur la rive droite du río Uruguay.

## Population
La ville comptait 3 732 habitants en 2001, en hausse de 64,0 % par rapport à 1991.

## Liens externes

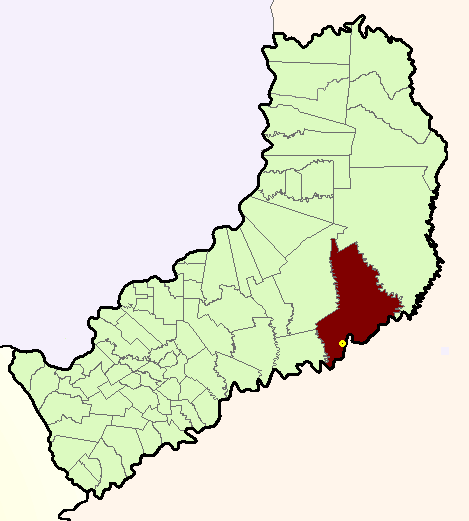
Localisation de El Sobierto dans la province de Misiones.